# Deposizione del Duomo di Cremona
La Deposizione è un affresco del Pordenone, databile al 1520-1521 e conservato nel Duomo di Cremona.

## Descrizione e stile
Il grande affresco si trova nella controfacciata del Duomo, a destra del portale centrale, sormontato dalla Crocifissione e affiancato, a sinistra, oltre il portale, dalla Resurrezione dello stesso autore.
La Deposizione è ambientata entro una nicchia. Al centro il corpo morto di Cristo è adagiato su un panno arancio in un audace scorcio prospettico, che ricorda il Cristo morto di Mantegna, uno dei suoi maestri ideali. Nella nicchia si trova un finto mosaico, di ascendenza veneziana, con la figura del pavone che evoca simbolicamente il sacrificio e la resurrezione.
Tutto attorno si dispongono i personaggi che partecipano al compianto, tra cui spiccano al centro la Maddalena, che rivolge uno sguardo verso l'alto, e Maria, in un rigonfio abito azzurro, piegata in un triste ma composto pianto. Lo stile è magniloquente, con ricordi classici e del Rinascimento romano (Michelangelo e Raffaello in primis), arricchiti da un temperamento narrativo popolare, di notevole vitalità.